# Gyrinus paykulli
Gyrinus paykulli är en skalbaggsart som beskrevs av Ochs 1927. Gyrinus paykulli ingår i släktet Gyrinus, och familjen virvelbaggar. Arten är reproducerande i Sverige.

## Bildgalleri

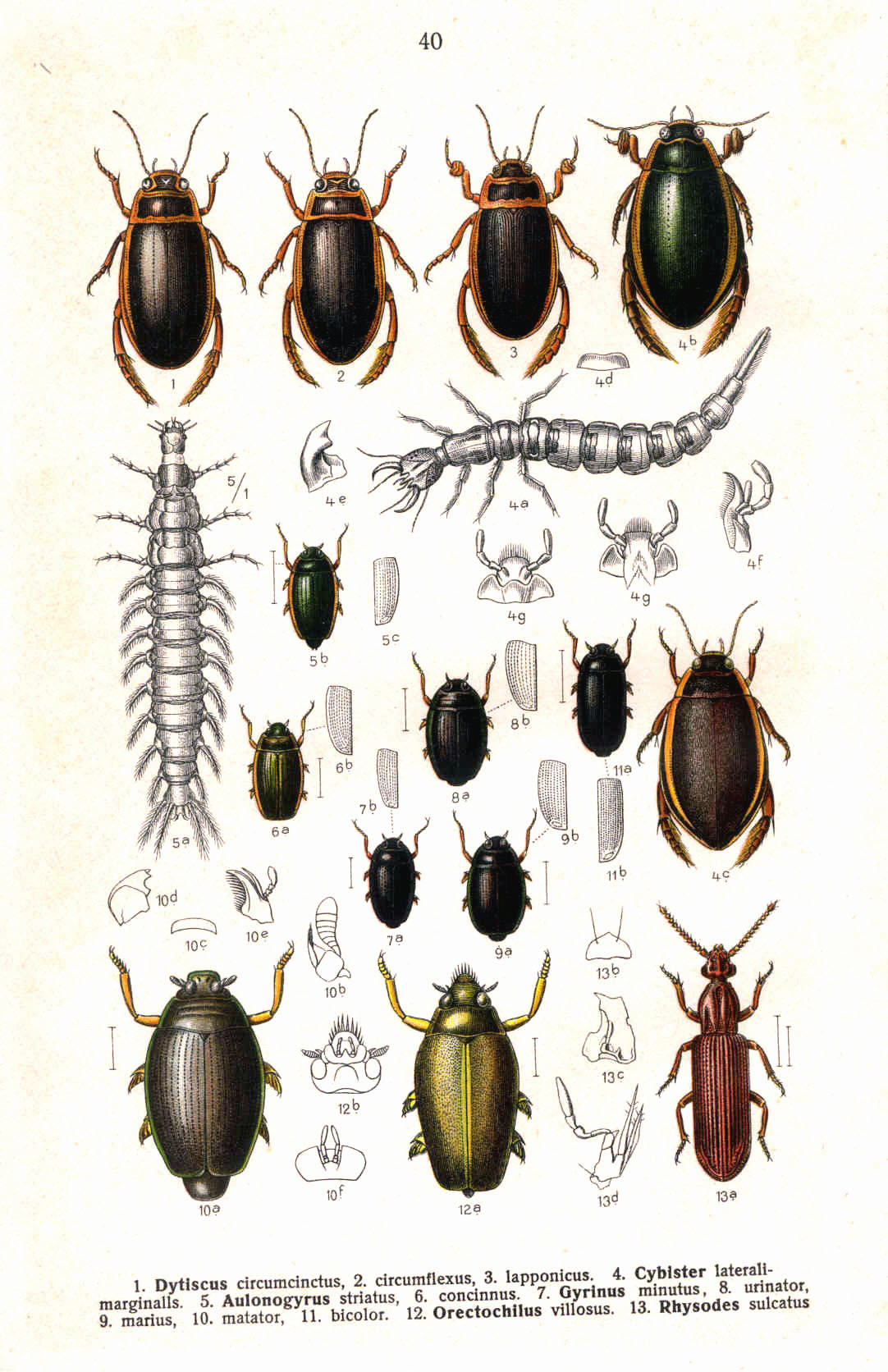